# Diana Romagnoli
Diana Romagnoli, född den 14 februari 1977 i Männedorf, Schweiz, är en schweizisk fäktare som ingick i det schweiziska lag som tog OS-silver i damernas lagtävling i värja i samband med de olympiska fäktningstävlingarna 2000 i Sydney.